# Lijst van personages uit The Tribe
Dit artikel bevat gedetailleerde informatie over personages uit de dramaserie The Tribe. Zoals in veel soapseries, kwamen in The Tribe een groot aantal personages voor, een aantal dat opliep naarmate de serie vorderde. De meeste van de hoofdpersonages waren op een bepaald punt lid van de tribe de Mall Rats.

## Hoofdpersonages

### Alice
Alice, gespeeld door Vanessa Stacey, is lid van de tribe de Mall Rats. Ze was oorspronkelijk de leider van de Farm Girls.
Alice houdt van lol en kan een herriemaker zijn. Maar diep van binnen is ze lief, gevoelig en heeft wijsheid. Ze kan niet tegen onrechtmatigheid en kan een fel humeur hebben. Ze is een grote vijand, maar een heel goede vriend en ze is heel beschermend voor haar zusje Ellie.
Alice woonde op de boerderij met haar familie voor het virus.  Toen alle volwassenen overleden werd Alice de leider van haar tribe, de Farm Girls, en blijft zorgen voor de boerderij en Ellie. Lex, Bray, Jack en Dal ontmoeten Alice voor het eerst toen ze op de boerderij kwamen om accu's te ruilen voor vers voedsel.
aeizoen 2: Wanneer de tweede golf van het virus toeslaat wordt Ellie ziek en Alice reist naar de Mall om het vaccin te halen dat de Mall Rats gratis weggeven. Nadat Ellie beter is sluiten ze zich beiden aan bij de Mall Rats. Alice wordt de lijfwacht van Tai-San, omdat zij de enige is die het recept van het vaccin weet, en later wordt ze de hulp van Lex, de nieuwe sheriff. Alice is zeer loyaal naar Tai-San en beschouwt haar als haar beste vriendin. Wanneer ze ontdekt dat Lex, haar geliefde, in het geheim een verhouding heeft met Tai-San, voelt ze zich verraden en verlaat de Mall Rats. Ze woont een tijdje in Ebony's hotel en sluit zich aan bij haar burgerwacht om de binnenvallende Chosen aan te bestrijden.
Wanneer Alice te weten komt dat de Chosen de Mall willen binnenvallen, probeert ze Ellie en de andere Mall Rats te waarschuwen. Maar ze arriveert te laat en wordt ook gevangengenomen.
Seizoen 3: Alice wordt gevangen gehouden in de Mall en wordt gedwongen om slavenwerk voor de Chosen te doen. Alice probeert in het geheim, samen met Ellie, de macht van de Guardian te ondermijnen. Alice wordt, samen met de andere gevangen Mall Rats, bevrijdt wanneer de rebellen de val van de Chosen veroorzaken.
Alice valt voor Ned, een nieuw lid van de Mall Rats, en is ontstemd wanneer hij vermoord wordt door de Guardian. Ze begraaft hem op de boerderij en probeert hem te wreken door de Guardian te vermoorden. Ze wordt echter tegengehouden door Luke. De Guardian ontsnapt, samen met Luke, wanneer de Techno's hun invasie beginnen.
Seizoen 4: De Techno's overvallen de Mall en ontvoeren Alice, samen met KC, Tai-San en May, en sturen hen naar werkkampen.
Seizoen 5: Alice is voor de laatste keer te zien aan het eind van dit seizoen. Ze wordt gevangen gehouden in een kooi op een strand, samen met KC en de Guardian.

### Amber
Amber (bij de Eco's Eagle), gespeeld door Beth Allen, is een van de originele leden van de Mall Rats.
Amber is een aantrekkelijk, opvliegend, intelligent meisje, dat aanvankelijk de leiding neemt over de Mall Rats door haar natuurlijke leiderschapskwaliteiten. Amber moest bekend worden met de straat op de harde manier, ondanks dat haar achtergrond een middenklasse, privéschool opleiding was. Ze is zeer moraal ingesteld en er zeker van dat er iets positiefs uit hun nauwe positie zal komen. Dit leidt haar om soms te hard te zijn voor iedereen, haarzelf in het bijzonder. In werkelijkheid, een gevoelige en zorgzame ziel, verlangt Amber diep van binnen naar liefde, wat die daar binnen blijft uit angst dat het haar zwak zal maken als ze het eruit laat komen.
Seizoen 1: In het begin van de serie, Amber en Dal, die in dezelfde buurt woonden voor het virus, zwerven rond op straat en zoeken uiteindelijk toevlucht in de Mall, waar Jack al woont. Ze besluiten om te blijven. Amber neemt snel de leiding en vraagt Lex en Ryan om te helpen de nieuw gevormde tribe te beschermen. Bray en de hoogzwangere Trudy sluiten zich bij de groep aan, maar Amber is terughoudend om ze te laten blijven. Maar wanneer Trudy onverwacht bevalt, veranderd Amber van gedachten. Ze wil de baby niet op straat laten leven, met de Loco's en de Demon Dogs die daar vrij rond waren. Ze heeft moeite om zichzelf als leider op te leggen, aangezien niemand zijn deel van het werk wil doen. Later treedt ze af, wanneer Lex de stemming voor leider wint. Maar Lex bewijst zeer snel dat hij een slechte leider is en wordt gedwongen om het leiderschap te delen met Amber en Bray.
In het begin is Amber argwanend over Bray en botst vaak met hem, maar wordt, stiekem, verliefd op hem. Wanneer de Mall Rats deelnemen aan de Tribal Gathering (Bijeenkomst van Tribes), helpt Amber om Dal en Sasha, een reizende artiest, te bevrijden. Sasha woont tijdelijk in de Mall en Amber krijgt al snel gevoelens voor Sasha, tot groot ongenoegen van Bray. Sasha vraagt Amber om de Mall met hem te verlaten. Wanneer Glen bij de Mall aankomt, leidend aan een vreemde mutaties van het virus, beslist Amber om, samen met de anderen van de tribe, overheidsgebouwen te doorzoeken om een vaccin te vinden. Amber geeft uiteindelijk haar liefde voor Bray toe aan hem en ze zoenen. Maar wanneer de Loco's en hun nieuwe leider, Ebony, de Mall binnenvallen, stelen ze het vaccin, dat de Mall Rats vonden op Hope Island, en nemen Bray gevangen. De Mall Rats besluiten om naar Eagle Mountain te reizen om een nieuw vaccin te vinden. Een bevrijdde Bray sluit zich weer aan bij de tribe, samen met Ebony, en belooft Amber dat er niets tussen hem en Ebony is. In het observatorium, op Eagle Mountain, hoort de tribe een vreemd bericht en wanneer een generator vlam vat explodeert het hele gebouw. Bray raakt buiten bewustzijn en wanneer hij wakker wordt, vertelt Lex hem dat Amber en Zandra overleden zijn in de explosie.
Seizoen 3: Wanneer Bray, Lex, Ebony en Dal gered zijn van de Chosen door Pride, ontdekken ze dat Amber leeft en woont bij de Eco's als hun leider, genaamd Eagle. De Mall Rats vragen de Eco's te helpen om de Chosen te verslaan. Nadat Amber de tragische dood van haar oude vriend Dal bijwoont, geeft ze aan Bray toe dat ze nog steeds van hem houdt. Ze brengen de nacht samen door en de volgende morgen verlaat ze hem om meer tribes te vinden die willen helpen de slag te winnen.
Wanneer Amber terugkeert met de gereformeerde Trudy, vertelt ze Bray dat ze zwanger is. In het begin weet Amber niet zeker of ze in deze chaotische wereld een kind wil opvoeden, maar Trudy overtuigt haar ervan dat het het mooiste geschenk is.
De Eco's en de Mall Rats verslaan de Chosen en de Guardian. Amber wordt gekozen om het proces tegen de Guardian te leiden. Na veel nadenken besluit Amber om niet terug te gaan naar de Eco's en bij de Mall Rats te blijven. Vlak voor een feest, worden Amber en Trudy ontvoerd door Ned. De Guardian vermoord Ned en bedreigt Trudy en Amber totdat Ebony ze komt redden. Ebony wordt een held en wordt gekozen als nieuwe stadsleider, maar Amber twijfelt of Ebony de volledige waarheid vertelt. Ebony wil de Guardian executeren maar Amber is het daar niet mee eens. Ze werkt samen met Bray, Trudy en Tai-San en ze willen dat Ebony ondervraagd wordt over de ontvoering van Amber en Trudy. Maar Ebony heeft het volk achter zich en ze verbant Amber en Bray uit de stad. Eenmaal buiten de stad begint de bevalling van Ambers kindje en Bray vindt een plek voor haar.
Seizoen 4: Nadat Bray is meegenomen door de Techno's, vinden Trudy en Brady Amber en ze helpt Amber bevallen van een zoon. Amber noemt hem Bray Jr. ter ere aan zijn vader. Ze is zo ontstremd dat Bray vermist is, dat ze teruggaat naar de Eco's om daar te wonen, samen met Bray Jr., Trudy en Brady. Na een tijd bij de Eco's geleefd te hebben Amber wordt ontvoerd door de Techno's en wordt gedwongen om een virtueel oorlogsspel te spelen. In het spel denkt ze dat ze Bray ziet. Ze wordt gered door de Mall Rats en wordt langzaam weer gezond. Ze ontmoet de Techno Jay en vertelt hem van haar gruwelijke ervaring in het spel. Amber besluit om terug te vechten tegen de Techno's en probeert de hele stad te laten weten dat ze met mensen experimenteren, maar Ram manipuleert haar uitzending. Wanneer de Techno's op zoek zijn naar de verantwoordelijken voor de uitzending om ze te arresteren, besluit Amber om terug te keren naar Bray Jr. bij de Eco's. Wanneer Ebony en Jay de stad ontvluchten worden ze gevonden door Amber en de Eco's. Amber is blij om te zien dat Jay zich tegen Ram heeft gekeerd en besluit om terug te gaan naar de stad. Amber en de Mall Rats bestormen Rams hotel en verslaan Ram.
Seizoen 5: Nu de Techno's overwonnen zijn, belooft Amber aan Bray Jr. dat ze zijn vader zal proberen te vinden. Ze schakelt Jays hulp in en ze zoeken naar Bray op Mega's computer. Amber is ontstemd wanneer ze uitvindt dat Bray verwijderd is en geeft de schuld aan Jay, vanwege zijn betrokkenheid met de Techno's. Echter, na de dood van Pride, gaat Amber met Salene mee naar de Eco's en realiseert ze zich dat ze gevoelens heeft voor Jay. Ze verklaart haar liefde aan hem, maar ze vindt later uit dat Trudy en Jay een stel geworden zijn. Amber begint te twijfelen aan de intenties van Mega. Ze hoort van Ebony dat Mega de stad over wil nemen. Mega bedreigd Bray Jr. en Amber probeert te vluchten, maar ze mag de stad niet uit. Ze wordt gedwongen om de nieuwe president te worden en moet toespraken geven die Mega's regime ondersteunen. Amber voelt zich verdeeld over haar nieuwe positie, maar samen met Jack en Ellie blijft ze proberen om Mega ten val te brengen van binnen uit. Wanneer Jay zijn leven riskeert zoent Amber hem en worden ze een stel. Amber voelt zich schuldig dat ze haar beste vriendin Trudy verraad en gaat wanhopig op zoek naar Trudy en Brady wanneer ze de Mall verlaten. Mega gebruikt Trudy om Amber en Jay gevangen te nemen. Hij is van plan om Amber en Jays geheugen te wissen, maar met de hulp van Ram en Trudy verliest Jay alleen tijdelijk zijn geheugen. Amber helpt de rebellen om Mega te overmeesteren en ze viert de overwinning met Jay en de Mall Rats. Amber vertrouwt Ram nog steeds niet en geeft Jack opdracht om een oogje in het zeil te houden.
Wanneer Rams computer oncontroleerbaar wordt en alle mensen wil uitroeien zijn Amber en de Mall Rats gedwongen de stad te ontvluchten en gaan weg op een boot.

### Andy
Andy, gespeeld door James Ordish, is het jongere broertje van Ned en waren een tijdje lid van de Mall Rats.
Andy is nogal een ondernemer. Hij zoekt altijd naar goede deal of een manier om winst te maken, ook al is dit door iemand op te lichten. Diep van binnen hij is een goede jongen die heel veel geeft om Tally (zijn zusje) en Ned en doet wat hij kan om de nieuwe wereld een goede plek te maken.
Seizoen 3: Nadat het virus alle volwassenen gedood heeft, zijn Andy, Tally en Ned niet lid geworden van een tribe en leefden van het ruilen van mensen voor eten. Ze vangen Pride en proberen hem te verkopen aan de Chosen, maar ze worden allemaal naar de Mall gebracht waar ze gedwongen worden om slavenarbeid te doen.
In het begin vinden de Mall Rats Andy en Tally maar niets, gezien ze weigeren om werk te doen en ze stelen spullen van de anderen. Maar snel raken ze beiden bevriend met KC, die een voorbeeld wordt voor ze voor oplichtingen. Op hun eigen manier proberen ze de rebellen te helpen tegen de Chosen, maar ze worden volledig lid van de Mall Rats.
Wanneer hun oudere broer, Ned, vermoord wordt door de Guardian zijn ze beiden ontstemd en nemen ze nog meer afstand van de Mall Rats.
Seizoen 4: Andy en Tally worden beiden gevangengenomen door de Techno's wanneer zij de stad binnenvallen en er wordt nooit meer iets van ze gehoord.

### Bray
Een mooie, vol zelftrouwen, geheimzinnige, jonge man. Als een natuurlijke eenling, tevreden met zijn eigen gezelschap, is Bray een ervaren eco-strijder en activist. In het begin van de serie vraagt hij of hij lid mag worden van de Mall Rats omdat hij een veilige plek voor Trudy wil vinden zodat ze kan bevallen.
Hij wantrouwt alle leiders en weigert in eerste instantie om zijn natuurlijke rol in de groep in te nemen. Aan de oppervlakte is Bray erg zekerd van  zichzelf, van binnen is hij een vat van emoties vanwege zijn wantrouwen naar de anderen. Bray is lang en goedgebouwd en kan goed voor zichzelf zorgen, maar of hij aan de wildheid van zijn rivaal, Lex, kan tippen is betwistbaar. Trudy, Salene, Danni, Ebony en Amber hebben op een gegeven moment allemaal gevoelens voor Bray.
Bray verdween wanneer de Techno's binnvielen, op dat moment werd ook zijn zoon, Bray Jr., geboren. Hij werd gevangen net buiten de stal waar Amber aan het bevallen was van de baby. Bray werd voor het laatst gezien bewusteloos in een van de vrachtwagens van de Techno's. Hij heeft nooit zijn zoon gezien. Er werd in seizoen 5 gezegd dat hij verwijderd is, maar er wordt ook gezegd dat hij levend en wel is. Maar waar hij is, is niet bekend. Hij is de broer van Martin/Zoot.

### Cloe
Cloe, gespeeld door Jaimee Kairee-Gataulu, is een van de originele leden van de tribe de Mall Rats.
Cloe is een licht teruggetrokken eenling die in eerste instantie beter met dieren dan met mensen om kan gaan. Niet erg praktisch in andere dingen kan ze een bron van irritatie zijn voor de anderen doordat ze negeert om te gaan met haar eigen crises, welke er in overvloed lijken te zijn. Maar de meeste van haar kreten en drama's zijn niets meer dan een toevluchtsoord van de vreemde en gevaarlijke buitenwereld en ze vreest voor haar toekomst.
Seizoen 3: Cloe wordt gered door Amber en Dal en vinden onderdak in een winkelcentrum (de Mall). Ze wordt snel vrienden met Patsy en haar broer Paul. Als een van de jongste leden van de Mall Rats worstelt ze met haar nieuwe leven zonder volwassenen. Ze zoekt vaak een moederlijke rust bij Amber en Salene. Doordat Patsy een broer heeft, voelt Cloe vaak alsof ze niemand heeft om op te rekenen. Ze vindt een kalf en noemt haar Bluebell en ze gaat meer tijd spenderen met haar dan met de tribe. Wanneer Lex dreigt om Bluebell op te eten, probeert Cloe haar te bevrijden, maar ze eindigt verdwaald. Ze wordt gered door Tai-San en ze keren terug naar de Mall.
Cloe troost haar beste vriendin, Patsy, wanneer Paul verdwijnt. Ze belooft haar dat ze altijd elkaar zullen hebben. Wanneer Amber weggaat met Sasha en Salene begint te lijden aan Boulimie, voelt Cloe zich verlaten. Ze vindt flessen water in Brays kamer en voelt zich verdeeld tussen haar liefde voor Bray en zijn verraad, maar Bray wordt vrijgesproken. Wanneer Patsy een besmette Glen meebrengt naar de Mall, moet Cloe haar bevestigen dat ze niet schuldig is voor het binnenbrengen van het virus. Ze beloven elkaar dat ze samen het virus zullen verslaan. Wanneer Tribe Circus de Mall binnenvalt, besluiten Cloe en Patsy dat ze geen kinderen meer zijn en vechten samen met de andere Mall Rats. Nadat de Mall Rats naar Eagle Mountain reizen en geen vaccin vinden, zijn Cloe en Patsy bang dat ze alleen achterblijven, maar Salene en Ryan beloven ze dat ze een familie zijn.
Seizoen 2: Nadat Tai-San de formule vindt, helpt Cloe de Mall Rats met de distributie van het vaccin. Brady wordt ontvoerd onder het toezicht van Patsy en Trudy is woedend op haar. Cloe is bezorgd nadat Patsy vermist raakt en geeft de schuld aan de andere Mall Rats voor het niet naar haar zoeken. Ebony en haar troepen vinden Patsy uiteindelijk en Cloe belooft Patsy dat ze Brady zullen vinden. Nadat hun hond, Bob, vermoord is met vergif, voelen Cloe en Patsy zich weer helemaal alleen en nemen afstand van de Mall Rats. Ze denken dat de anderen hen niet serieus nemen en vormen, voor een korte tijd, hun eigen tribe: de C & P Tribe.
Wanneer Trudy terugkomt naar de Mall met Brady voelt Patsy zich erg schuldig en spendeert al haar tijd bij Trudy. Cloe voelt zich weer verlaten, net als toen haar ouders overleden. Ze is de enige die zich realiseert dat Trudy veranderd is en probeert iedereen te waarschuwen. Nadat Cloe ontdekt dat Brady niet de echte Brady is, bedreigt Trudy haar en is Cloe bang. Nadat Trudy bekendmaakt dat ze lid is van de Chosen, verontschuldigt Patsy zich naar Cloe en de twee leggen het bij.
Seizoen 3: Nadat de Mall binnengevallen is, wordt Cloe lid van de Chosen om ze te bespioneren. Ze wil helpen om de mensen die haar thuis hebben afgepakt te verslaan, maar ze wordt gevangen en aan het werk gezet in de mijnen.
Ze wordt later in seizoen 3 bevrijd, wanneer de rebellen de Chosen verslaan. Ze ontmoet Jack en samen keren ze terug naar de Mall. Ze leert dat Patsy ook naar de mijnen is gestuurd maar niemand heeft sindsdien wat van haar gehoord. Tijdens haar gevangenschap is ze heel erg opgegroeid en veel meer zelfverzekerd. KC merkt dit en hij wordt verliefd op Cloe.
Seizoen 4: Wanneer Cloe het Techno-vliegtuig ziet denkt ze dat de volwassenen terug zijn en is opgelucht. Maar wanneer de Techno's de Mall binnenvallen en alle Mall Rats ontvoeren verstopt Cloe zich onder haar bed. Wanneer de andere Mall Rats terugkomen vertelt ze wat er gebeurd is. Ze besluiten om de Techno's aan te vallen, maar hun techniek is te geavanceerd en de Mall Rats moeten zich overgeven.
Cloe wordt humeurig en weigert om te helpen in de Mall. Ze ontwikkeld liefde voor de veel oudere Pride en is gekwetst als ze uitvindt dat hij haar liefde niet kan beantwoorden. Cloe start snel een relatie met de Techno Ved. Hoewel Ved haar vaak slecht behandeld en iedereen haar adviseert om Ved niet meer te zien, wordt ze verliefd op hem. Wanneer ze denkt dat ze zwanger is maakt Ved het uit. Nadat Amber vraagt om Cloes hulp, stemt ze in om Ved te gebruiken om informatie over de Techno's te krijgen. Ved realiseert zich dat Cloe hem gebruikt heeft, maar hij heeft diepe gevoelens voor haar gekregen en vergeeft haar. Cloe vertrouwt Ved wanneer hij aanbiedt om Rams nieuwe virtualrealityspel te spelen, maar ze raakt vermist in het spel. Ved ondervraagt Ram over Cloe, maar Ram weigert om haar terug te geven en er wordt niets meer van haar vernomen.

### Dal
Dal, gespeeld door Ashwath Sundarasen, is een van de originele leden van de Mall Rats.
Dal is ongelooflijk verstandig en praktisch. Hij is een nuchtere duizendpoot, die alleen in deze nieuwe wereld rondkomt door zijn aangeboren kwaliteit om handige dingen te verzamelen.
Seizoen 1: Aan het begin wil Dal de stad verlaten, samen met Amber, die in dezelfde buurt woonde als Dal voor het virus. Ze eindigen beiden in de Mall en besluiten te blijven. Dals kennis van medicijnen (zijn ouders waren beiden dokters) blijkt bruikbaar als hij voor antibiotica moet zoeken voor Trudy. Hij ontwikkelt een sterke vriendschap met Jack en samen werken ze aan het verbinden van de watertank met de Mall eronder en vinden een waterfilteringssysteem uit. Ze vinden ook een intercom uit die indringers weg moet jagen en ze maken een windturbine dat de Mall Rats in staat stelt elektriciteit te ruilen voor eten. Dal maakt vaak ruzie met Jack omdat hij niet de noodzaak van Dals inbreng in zijn werk inziet en weinig interesse toont in het welzijn van anderen.
Na Trudy's zelfmoordpoging verzorgd Dal haar totdat ze weer beter is en hij groeit dichter naar haar toe. Dal geeft aan haar toe dat hij nog steeds op het platteland wil wonen en wanneer Trudy toegeeft dat ze de Mall haat besluiten ze beiden om de Mall Rats te verlaten. Ze ontmoeten de Nomads, die vriendelijk lijken aan het begin, maar nadat Trudy het kamp verlaat om bij Brady te zijn, nemen ze Dal gevangen en blijken ze slavenhandelaars te zijn. Dal wordt bevrijd door de Mall Rats bij een Tribal Gathering (ontmoeting van tribes) en is blij om weer bij de Mall Rats te horen. Dal helpt met het vinden van informatie die de Mall Rats naar Eagle Mountain leidt om een overheidsgebouw te doorzoeken voor informatie over een vaccin tegen het virus.
Seizoen 2: Op Eagle Mountain vinden Jack en Dal de locatie van overheidsgebouwen waar de formulie van het vaccin misschien gevonden kan worden. Nadat Lex, Ebony en Tai-San een vaccin vinden, helpt Dal Jack om de samenstelling uit te vinden, maar het lukt niet voordat Lex de laatste druppel opdrinkt. Nadat Jack een obsessie ontwikkeld voor het nieuwe meisje, Ellie, voelt Dal zich alsof hij niet meer nodig is in de Mall en spendeert meer tijd op de boerderij van Alice. Hij verzamelt vrijwilligers uit de stad om op het land te werken en verzorgd vers voedsel voor de Mall Rats. Nadat Ellie hem helpt een baby lam op de wereld te zetten, begint Dal gevoelens voor Ellie te krijgen. Jack wordt ongelooflijk jaloers en dat creëert een scheur in hun vriendschap. Ze repareren de vriendschap nadat Dal beseft dat Ellie alleen van Jack houdt.
Nadat de stad ontdekt dat de Mall Rats gelogen hebben en dat het vaccin niet meer nodig is, staan de werkers op de boerderij op tegen Dal en hij eindigt alleen. Hij probeert andere Mall Rats aan te nemen om hem te helpen, maar de middelen van de boerderij raken op. Wanneer hij een nacht alleen op de boerderij blijft wordt Dal geconfronteerd met de Chosen, die hem weg jagen. Hij rent terug naar de Mall en vertelt over zijn mysterieuze ontmoeting. Hij gaat Jack helpen Ebony te bespioneren voor de Mall Rats nadat Jack hem daartoe smeekt. Dal is opgelucht om te zien dat Trudy terugkomt na een aantal maanden ontvoerd te zijn geweest door de Chosen, maar hij ziet niet dat ze veranderd is. De Mall Rats kunnen niet voorkomen dat de Chosen de stad binnenvallen en Dal wordt een gevangene samen met de anderen in de Mall.
Seizoen 3: Nadat de Chosen de Mall binnengevallen hebben en Jack is afgevoerd, wordt Dal gekozen om de executie van Bray bij te wonen. Ze worden beiden gered door Lex, Ebony en een vreemdeling genaamd Pride, die ze meeneemt naar zijn tribe, de Eco's. Wanneer Dal op het kamp aankomt is hij geschrokken en opgelucht als blijkt dat Amber nog leeft. Hij leert dat zij de leider van de Eco's is en zich Eagle noemt. Dal is teleurgesteld dat Amber hem niet heeft laten weten dat ze nog leeft, maar vergeeft haar snel wanneer ze besluit om te helpen met het verslaan van de Chosen. Dal helpt bij een bevrijdingsmissie maar slaagt niet in het bevrijden van de andere Mall Rats. Nadat May de rebellen verraad aan de Chosen, lopen ze in een val en Dal overlijdt nadat hij per ongeluk van een aantal verdiepingen naar beneden valt. Hij wordt begraven door de Mall Rats op een berg die over de stad uitkijkt.

### Danni
Danni, gespeeld door Ella Wilks, en Bray ontmoeten elkaar na de tragedie op Eagle Moutain. Bray nodigt Danni uit om naar de Mall te komen en, ondankt dat ze nooit officieel ingestemd is, wordt ze lid van de Mall Rats. Danni wil het nieuwgevonden vaccin verspreiden over de stad en wil vrede en orde in de tribe brengen. Tijdens haar verblijf bij de Mall Rats wordt het duidelijk dat Danni's vader een aandeel heeft in het maken van het virus dat alle volwassenen uitgeroeid heeft.
Aan het begin van seizoen 3, nadat de Chosen de stad binnengevallen hebben, wordt Danni nooit meer gezien.

### Darryl
Darryl, gespeeld door Joseph Crawford, wordt door Mega geworven als Zoots dubbelganger.
Darryl is een vriendelijk genoeg persoon, erg humaan en kwetsbaar. Hij komt soms dwaas voor, maar dit kan waarschijnlijk weggeschreven naar zijn gebrek aan zelfvertrouwen. Hij is makkelijk te overwinnen door complimentjes en is diep gekwetst door afwijzing. Hij wil graag populair en succesvol zijn, maar heeft niet echt een idee hoe hij dit denkt te bereiken. Darryl is makkelijk onder de indruk te krijgen, in het bijzonder door sterke personen als Lex, die op Darryls naïviteit prooit.
Seizoen 5: Darryl werkt in het casino wanneer hij gevonden wordt door Mega, die hem gebruikt als Zoot-imitator, doordat Darryl erg veel op Zoot lijkt. Nadat Mega erin slaagt bijna de gehele stad bang te maken beschiet hij Darryl en laat hem voor dood achter. Darryl wordt gevonden door Slade en hij zorgt voor Darryl, die hem naar het stadje Liberty brengt. Daar wordt Darryl lid van het verzet en helpt Lex zijn illegale virtuele casino, in Ruby's saloon, te leiden.
Hij neemt deel aan de bevrijding van de stad en woont uiteindelijk in de Mall en wordt lid van de Mall Rats. Aan het eind van de serie vlucht Darryl, samen met de andere Mall Rats, op een boot nadat een nieuw virus is losgelaten.

### Dee
Dee, gespeeld door Kelly Stevenson, is origineel lid van de Mozquitoes, al is ze alleen aan het begin van seizoen 4 te zien wanneer ze plaats van Moz overneemt als woordvoerster van de tribe. Met haar felle roze haar en Britse accent, valt ze op in verhouding tot de andere personages. Ze valt de binnenvallende Techno's aan, en haar tribe wordt meegenomen.
Gered door Jack en Ellie, blijft Dee bij de Mall Rats en wordt Lex zijn assistent, aangezien de Mozquitoes al met hem werkte voordat ze meegenomen werden. Met de vordering van het seizoen wordt Dee verliefd op een vriend van Pride, Patch, een computer-nerd en ze verlaten de stad om bij elkaar te zijn vlak voor het begin van seizoen 5.

### Ebony
Met achterbaksheid en brutaalheid is Ebony het meest meedogenloze personage uit The Tribe en de minst waarschijnlijke persoon om vriendelijkheid te tonen. Ze is volkomen geobsedeerd door macht - wat de enige zekerheid is die ze kent - en stopt voor niets om het te krijgen. Ze komt alleen op voor zichzelf en ze is in staat mensen pijn te doen, zelfs te vermoorden, die in haar weg staan. Doordat ze zich bewust is van haar goede uiterlijk en vrouwelijke charmes, snapt ze het spel van verleiding en gebruikt het voor haar voordeel.
Ze is doodsbang om zwakheid te tonen of controle te verliezen. Hierdoor heeft ze een muur van zelfvertrouwen en wreedheid om zich heen gebouwd die haar diepe angsten en onzekerheden verbergt. Ze worstelt met zich te openen naar iemand, waardoor ze claimt dat vriendschap voor losers is. Ze voelt - soms door een scheef beeld, maar meestal terecht - alsof iedereen die ze ooit vertrouwd heeft haar verlaten of verraden heeft. Er is niet veel van haar achtergrond bekend, maar het lijkt duidelijk dat haar wantrouwen naar mensen uit haar familiebanden stamt.
Ebony is erg berekend en sluw en gebruikt haar vaardigheid goed. Ze is een perfecte actrice en houdt ervan om mensen te manipuleren - een uiting van macht en controle. Er is altijd wel een intrige waar ze aan werkt of een verborgen agenda die aandacht nodig heeft. Ze is handig en kent de stad en de mensen goed. Ze wordt weleens waargenomen als een overheerser. Ze heeft uitstekende leiderschapskwaliteiten en kan iedereen overtuigen door haar opzwepende toespraken. Haar toon is vaak sarcastisch en ietwat beledigend, maar ze kan ook erg bot overkomen. Zo nu en dan komt ze naar voren met een verblindend moment van frisheid ingenieuze speelsheid, alsof ze zich net herinnert dat ze nog steeds een tiener is.

### Ellie
Ellie is het jongere zusje van Alice, origineel lid van de Farm Girls, die het leven op het platteland verkiezen boven het leven in de stad. Ze kreeg het virus nadat ze de stad in geweest was, ze werd ziek en uiteindelijk verhuisden Ellie en Alice naar de stad om in de Mall bij de Mall Rats te wonen.
Ellie is mooi, onschuldig en richtingsloos. Ze is naïef, emotioneel en wordt verliefd op Jack, de computernerd van de Mall Rats. Ook al waren veel hoogtepunten, verlaat ze Jack voor Luke. Wanneer Luke weggaat is ze emotioneel ontstemd en zoekt ze comfort bij Jack. Wanneer Jack meegenomen wordt door de Techno's, wordt Ellie gek, probeert ze Ebony te vermoorden en wordt ze afgevoerd door de Techno's. Ellie komt terug in seizoen 5, maar ze weet niets meer van voordat ze weggehaald werd. Java haalt haar voordeel uit het feit dat Ellie niets meer weet, maar nog steeds vertrouwd is bij de Mall Rats. Ze helpt Ellie haar liefde voor Jack te herinneren en stuurt haar naar de Mall met een bom in haar tas, hopend dat de Mall Rats hiermee uitgeschakeld worden. Gelukkig voor de Mall Rats, realiseert Jack wat er in haar tas zit en laat de bom net op tijd verdwijnen. Jacks liefde voor Ellie is niet verdwenen en ze zijn snel weer bij elkaar.
Ellie is tegen de Techno's en Mega en helpt Jack daarom een plot te verzinnen dat Jack een vertrouwd lid maakt van Mega's team. De plot houdt onder andere in dat Jack Ellie martelt met het nieuwe bestraffingsspel, wat gespeeld is. Ellie speelt het zo goed, dat zelfs de Mall Rats het geloven. Dit laat Mega geloven dat Jack aan zijn kant staat, wat later een van de dingen blijkt die ervoor zorgt dat Mega zijn macht en controle verliest.

### Gel
Het levensmotto van Gel is "Girls just wanna have fun" (Meiden willen gewoon plezier maken). Totaal ongeïnteresseerd in de politieke en machtsstrijd om haar heen, draait haar leven om zaken als mode en roddels over liefdes. Ze is gedachteloos en vaak ongevoelig. De andere personages hebben weinig geduld met haar en vinden haar irritant en kinderachtig.
Gel is een geboren volger en ze heeft nooit echt geleerd om voor zichzelf te zorgen. Ze heeft constant iemand nodig om haar aan haar werk te herinneren en om voor haar te zorgen zodat ze niet in problemen raakt.
Gefascineerd door het idee van hip en gewild te zijn staat Gel urenlang voor de spiegel met make-up en een borstel. Wanneer ze ontdekt dat Sammy verliefd op haar is, begint ze hem bevelen te geven en laat ze hem de dingen doen waar zij geen zin in heeft. Dan wordt ze geobsedeerd van het idee dat Lex en zij een koppel moeten worden en ze volgt hem waar hij ook gaat, ze flirt met hem en ze probeert hem zover te krijgen dat hij met haar uit wil. Wanneer hij haar zoent en "te ver" probeert te gaan, snapt Gel het niet meer.
Gel is ook lid geweest van de tribe de Modes en ze is gevangen geweest door de Techno's

### The Guardian
The Guardian, gespeeld door Damon Andrews, is de misplaatste dictator van de Chosen die, door de vrouwelijke charmes van Tai-San, gek wordt en wordt verslagen. Hij waarschuwt Lex later van de komst van de Techno's. Hij ontsnapt, ontvoerd Luke en is op weg naar een eiland voor alle gelovers. In seizoen 5 wordt hij gezien op een eiland met KC en Alice. Hij lijkt zijn verstand te zijn verloren.

### Java
Als een van Rams vrouwen, oefent Java, gespeeld door Megan Alatini, veel invloed uit binnen de Techno's. Ze is loyaal naar en beschermend voor Ram en ze waardeert alles wat hij gedaan heeft voor haar. Java wordt ook gerespecteerd door haar eigen verdiensten - ze heeft uitstekende computerkennis, maar wordt het meest gewaardeerd (en gevreesd) als een meedogenloze krijger met sterke gevechtsvaardigheden. Dit heeft Java geleid om samen met Jay veel grondoperaties te leiden en ze heeft tamelijke liefde voor Jay ontwikkeld.
Java is zowel Ebony's als Siva's zus, ze is erg gesteld op Siva, maar haat Ebony om onbekende redenen die uit het verleden stammen. De gedeelde haat tussen Java en Ebony komt tot een hoogtepunt wanneer Java, in een poging om Ebony te vermoorden, Siva neerschiet en vermoordt. Ebony vergeldt dit door Java te vermoorden.

## Overige personages

### Axl
- Gespeeld door: Gareth Howells
- Aantal afleveringen: 12[1]
- Geslacht: Mannelijk
- Tribe(s): Loco's

### Billy-Boy
- Gespeeld door: Tim Dale
- Aantal afleveringen: 3[1]
- Geslacht: Mannelijk
- Tribe(s): Jackals

### Brady
- Gespeeld door: Kiriana Chase (seizoen 1), Beanie Palmer (seizoen 1), Story Rose (seizoen 2), Eva Rose (seizoen 2), Ariel Garland (seizoen 2) & Georgia-Taylor Woods (seizoen 3-5)
- Aantal afleveringen: 215[1]
- Geslacht: Vrouwelijk
- Geschatte leeftijd: pasgeboren (seizoen 1), 4 (seizoen 5)
- Tribe(s): Mall Rats, Chosen
- Familie: Trudy (moeder), Martin/Zoot (vader), Bray (oom), Bray Jr. (neefje)

### Bray Jr.
- Gespeeld door: Lucas Hill (seizoen 4-5), Adam Sondej (seizoen 5)
- Aantal afleveringen: 42[1]
- Geslacht: Mannelijk
- Geschatte leeftijd: pasgeboren (seizoen 4), 1 (seizoen 5)
- Tribe(s): Mall Rats, Eco's
- Familie: Amber (moeder), Bray (vader), Brady (nicht)

### Charlie
- Gespeeld door: Charley Murphy Samau
- Aantal afleveringen: 11[1]
- Geslacht: Mannelijk
- Geschatte leeftijd: 10 (seizoen 4)
- Tribe(s): Mall Rats
- Familie: Mouse (zus)

### Dimples
- Gespeeld door: Emily Mowbray
- Aantal afleveringen: 4[1]
- Geslacht: Vrouwelijk
- Tribe(s): The Smile

### Ginny
- Gespeeld door: Mia Taumoepau
- Aantal afleveringen: 6[1]
- Geslacht: Vrouwelijk
- Geschatte leeftijd: 17 (seizoen 4)
- Tribe(s): Niet bekend

### Glen
- Gespeeld door: Keegan Fulford-Wierzbicki
- Aantal afleveringen: 7[1]
- Geslacht: Mannelijk
- Geschatte leeftijd: 16 (seizoen 1)
- Tribe(s): Loco's

### Grey Owl
- Gespeeld door: Kane Parsons
- Aantal afleveringen: 4[1]
- Geslacht: Mannelijk
- Tribe(s): Eco's

### Hawk
- Gespeeld door: Sam Kelly
- Aantal afleveringen: 14[1]
- Geslacht: Mannelijk
- Geschatte leeftijd: 19 (seizoen 4), 20 (seizoen 5)
- Tribe(s): Eco's

### Jet
- Gespeeld door: Maria Penny
- Aantal afleveringen: 4[1]
- Geslacht: Vrouwelijk
- Tribe(s): Gulls

### Kandy
- Gespeeld door: Sally Martin
- Aantal afleveringen: 3[1]
- Geslacht: Vrouwelijk
- Geschatte leeftijd: 17 (seizoen 4)
- Tribe(s): Niet bekend

### Lips
- Gespeeld door: Andrea Sanders
- Aantal afleveringen: 4[1]
- Geslacht: Vrouwelijk
- Tribe(s): The Smile

### Lottie
- Gespeeld door: Beth Chote
- Aantal afleveringen: 20[1]
- Geslacht: Vrouwelijk
- Geschatte leeftijd: 11 (seizoen 5)
- Tribe(s): Niet bekend

### Moon
- Gespeeld door: Deenah Mayhew
- Aantal afleveringen: onbekend[5]
- Geslacht: Vrouwelijk
- Geschatte leeftijd: 16/17 (seizoen 3)
- Tribe(s): Horse Traders

### Moz
- Gespeeld door: Miriama Smith
- Aantal afleveringen: 19[1]
- Geslacht: Vrouwelijk
- Geschatte leeftijd: 17/18 (seizoen 3)
- Tribe(s): Mozquitoes

### Paul
- Gespeeld door: Zachary Best
- Aantal afleveringen: 20[1]
- Geslacht: Mannelijk
- Geschatte leeftijd: 11 (seizoen 1)
- Tribe(s): Mall Rats
- Familie: Patsy (zus)

### Sasha
- Gespeeld door: David Taylor
- Aantal afleveringen: 12[1]
- Geslacht: Mannelijk
- Geschatte leeftijd: 15 (seizoen 1)
- Tribe(s): Geen

### Spike
- Gespeeld door: Sam La Hood (seizoen 1), Lee Donaghue (seizoen 2)
- Aantal afleveringen: 23[1]
- Geslacht: Mannelijk
- Geschatte leeftijd: 16 (seizoen 1), 17 (seizoen 2)
- Tribe(s): Loco's

### Susannah
- Gespeeld door: Chantelle Brader
- Aantal afleveringen: 5[1]
- Geslacht: Vrouwelijk
- Geschatte leeftijd: 16/17 (seizoen 1)
- Tribe(s): Nomads

### Roanna
- Gespeeld door: Rose Bollinger
- Aantal afleveringen: 4[1]
- Geslacht: Vrouwelijk
- Geschatte leeftijd: 14/15 (seizoen 1)
- Tribe(s): Niet bekend

### Teeth
- Gespeeld door: Carolyn Lambourn
- Aantal afleveringen: 4[1]
- Geslacht: Vrouwelijk
- Tribe(s): The Smile

### The Hunga
- Gespeeld door: Gareth Reeves
- Aantal afleveringen: 2[1]
- Geslacht: Mannelijk
- Tribe(s): Demon Dogs

### Top Hat
- Gespeeld door: Sam Husson
- Aantal afleveringen: 3[1]
- Geslacht: Mannelijk
- Geschatte leeftijd: 17 (seizoen 1), 18 (seizoen 2)
- Tribe(s): Tribe Circus

### Troy
- Gespeeld door: Charlie Beakley
- Aantal afleveringen: 8[1]
- Geslacht: Mannelijk
- Geschatte leeftijd: 18 (seizoen 1)
- Tribe(s): Nomads

### Wolf
- Gespeeld door: Samuel Wallace
- Aantal afleveringen: 5[1]
- Geslacht: Mannelijk
- Tribe(s): Chosen